# Last Crack
Last Crack ist eine US-amerikanische Progressive- und Heavy-Metal-Band aus Madison, Wisconsin, die im Jahr 1987 gegründet wurde, sich 1992 auflöste, sich 1994 für ein weiteres Album kurzzeitig wieder zusammenfand und seit 2002 wieder sporadisch aktiv ist.

## Geschichte
Als Gründung der Band gilt der Moment, in dem Sänger und Texter Buddo über eine Annonce zu den anderen Mitgliedern stieß. Dies geschah 1987. Nachdem die Band im Jahr 1988 einen Vertrag bei Roadrunner Records erreicht hatte, erschien hierüber 1989 mit Sinister Funhouse #17 das erste Album, wobei auf dessen Cover Buddo nackt gegen einen rot bespritzten weißen Hintergrund lehnte. Das Album wurde im Paisley Park Studio, welches im Besitz des Musikers Prince war, aufgenommen. Auf dem nächsten Album Burning Time, das im Jahr 1991 erschien, ersetzte Dave Truehardt den Bassisten Todd Winger. Der Tonträger wurde von Dave Jerden produziert und erschien über Roadracer Records bzw. Roadrunner Records. Die Mitglieder schwankten bei der Auswahl des Albumtitels zwischen Chocolate Church, Wicked Sandbox und Down Beat Dirt Messiah, das Album wurde jedoch von Roadrunner Records Burning Time genannt, da man sich hiervon höhere Verkaufszahlen versprach. Sänger Buddo hingegen favorisierte Wicked Sandbox, da er den Titel Burning Time als zu gewöhnlich erachtete. Anfang 1992 entschloss sich der Sänger sein abgebrochenes Philosophiestudium wieder aufzunehmen. Zunächst hieß es, die Band wolle weitermachen, es kam aber doch recht bald zur Auflösung. Im Jahr 1994 fand sich die Band kurzzeitig wieder zusammen und veröffentlichte das dritte Album Runheadstartscreaming, das bei Diamond Records erschien, worauf Shawn Anthony Brown als neuer Sänger zu hören war, während der Schlagzeuger Phil Buerstatte durch Chris Havey ersetzt wurde. Einige dieser Lieder wurden von Brian Malouf produziert. Das Album wurde später von John Machnik neu gemastert und im Jahr 2002 bei Rökker Records wiederveröffentlicht. Im selben Jahr trat die Band zudem auf dem Dynamo Open Air auf.
Für einen einzigen Auftritt am 3. August 2002 in Madison fand sich die Band wieder zusammen, wobei hierbei Shawn Anthony Brown als Sänger tätig war. Für die Geburtstagsparty von Rökker Records am 15. November 2002 fand sich die Band erneut zusammen, wobei die Gruppe hierbei aus der Urbesetzung bestand, jedoch ohne den Schlagzeuger Phil „Philo“ Buerstatte, sondern mit Chris Havey. An Silvester folgte ein weiteres Konzert zusammen mit Magic 7. Im Jahr 2004 kehrte Sänger Buddo zur Band zurück. Die weiteren Mitglieder zu diesem Zeitpunkt waren die Gitarristen Paul Schluter und Don Bakken, der Bassist Todd Winger und der Schlagzeuger Chris Havey. Zusammen nahmen sie neue Demos auf. Im  November 2006 wurden über Metal Mind Productions Sinister Funkhouse #17 und Burning Time veröffentlicht, wobei die Auflage hiervon auf 2000 Stück begrenzt war. Einen weiteren Auftritt hielt die Gruppe im Jahr 2009 ab. Seitdem befindet sich die Band, die aus dem Sänger Buddo, den Gitarristen Paul Schluter und Don Bakken, dem Bassisten Todd Winder und den Schlagzeuger Chris Havey besteht, in einer Pause. Ex-Schlagzeuger Phil Buerstatte verstarb im Jahr 2013.

## Stil
Laut Prog Sothoth progarchives.com spiele die Band eine Mischung aus Psychedelic- und Progressive-Rock, Funk und Blues und sei mit Gruppen wie Faith No More, King’s X und Jane’s Addiction vergleichbar. Die Band selbst gab Gruppen wie Rush und Fear als Einflüsse an. Laut Sänger Buddo im Metal-Hammer-Interview mit André Verhuysen hätten Schluter, Bakken, Winger und Buerstatte einen eher klassischen Heavy-Metal-Hintergrund wie z. B. Van Halen, während er mehr durch Hardcore-Punk- und Progressive-Metal-Bands wie Fear und Black Flag beeinflusst worden sei. Meist schreibe Schlüter zuerst die Riffs. Wenn diese den weiteren Mitgliedern zusagen würden, würden die Mitglieder, außer Buddo, weiter am Lied arbeiten, ehe Buddo hierfür den Text schreibe. Der Text zu Mini Toboggan sei durch ein Gedicht entstanden, das Buddo über ein Kindheitserlebnis schrieb, bei dem er mit seinen Geschwistern im Schnee spielte. Laut Martin Groß vom Metal Hammer spiele die Band auf dem Album „Crossover-Psychedlic-Funk-Metal“, wobei der Gesang an Jim Morrison und die Soli an George Lynch erinnern würden. Laut John Duke vom Metal Hammer weise die Gruppe Parallelen zu den frühen Ratt auf. Zudem würde die Musik oft zwischen Aerosmith und Guns N’ Roses eingeordnet werden.
Pano Christodulopulos schrieb im Revelation über Burning Time, alle Lieder unterschieden sich stark voneinander, vollständig durchgehört klänge trotzdem „alles wie aus einem Guß“. Für Andy Stout vom Rock Power präsentiert die Band einen Seelenstriptease zu kraftvollen, aber verworrenen Klängen. Nachdem Chris Glaub (Break Out) von der Promotionabteilung auf den Vergleich mit Warrior Soul gebracht worden war, fand er diesen gar nicht abwegig. Ganz andere Assoziationen hatte Manfred Upnmoor im Zillo: Er meinte, die schwer verdauliche Hörkost hätte von Killing Joke auf Metal- statt Wave-Basis stammen können.

## Diskografie
- 1987: Sinister Funkhouse #17 (Demo, Eigenveröffentlichung)
- 1989: Sinister Funkhouse #17 (Album, Roadrunner Records)
- 1990: Last Crack (Single, Red Decibel Records)
- 1991: Energy Mind (Single, Roadrunner Records)
- 1991: Down Beat Dirt Messiah (Single, Roadrunner Records)
- 1991: Burning Time (Album, Roadracer Records / Roadrunner Records)
- 1994: Runheadstartscreaming (Album, Diamond Records)
- 2004: Demo 2004 (Demo, Eigenveröffentlichung)
- 2005: Burning Funkhouse Live (Live-Album, Rökker Records)
- 2019: The Up Rising (Album, EMP Label Group)